# І Силін
І Силін  (кит.: 易 思玲, 6 травня 1989) — китайська стрілець, олімпійська чемпіонка.

## Виступи на Олімпіадах
| Олімпіада   | Дисципліна                  | Місце |
| ----------- | --------------------------- | ----- |
| Лондон 2012 | пневматична гвинтівка, 10 м | 1     |
| Ріо 2016    | пневматична гвинтівка, 10 м | 3     |